# 王进健
王进健（1973年9月—），男，汉族，江苏常州人，中华人民共和国政治人物，曾任无锡市副市长，中共无锡市委常委等职，2021年8月任扬州市人民政府市长，2023年3月任中共扬州市委书记。

## 简历
1996年毕业于苏州大学财经学院财政学专业，后进入无锡市财政局工作。